# Ralph Hasenhüttl
Pour les articles homonymes, voir Hasenhüttl.
Ralph Hasenhüttl, né le 9 août 1967 à Graz (Autriche), est un entraîneur autrichien, qui évoluait au poste d'attaquant au Grazer AK, à l'Austria Vienne, à l'Austria Salzbourg, au FC Malines, au Lierse, au FC Cologne, à Greuther Fürth et à la section amateur du Bayern Munich ainsi qu'en Équipe d'Autriche.
Hasenhüttl a marqué trois buts lors de ses huit sélections avec l'équipe d'Autriche entre 1988 et 1994.
Après sa carrière de joueur il entame une carrière d'entraîneur.

## Biographie
Ralph Hasenhüttl commence sa carrière de joueur au Grazer AK en 1985. En 1989 il rejoint l'Austria Vienne avec qui il remporte consécutivement trois titres de champion d'Autriche, en 1994 il rejoint l'Austria Salzbourg et remporte le championnat l'année suivante. Après deux saisons en Belgique il rejoint lors de la saison 1998-1999, le FC Cologne qui évolue en deuxième division allemande, en 2000 il contribue à la promotion du club en Bundesliga. La même année il change au Greuther Fürth où il marque 13 buts en deux ans, il termine sa carrière de joueur chez les amateurs du Bayern Munich.
En 2004 il entame une carrière d'entraîneur avec les jeunes du club munichois du SpVgg Unterhaching, profitant du licenciement de l'entraîneur principal, il dirige l'équipe première puis après l'arrivée de Werner Lorant il devient son assistant. En 2007 Lorant démissionne et Hasenhüttl prend sa place. Lors de la saison 2008-2009, Unterhaching termine à la quatrième place de la troisième division allemande avec un seul point de retard sur la place de barragiste. La saison suivante n'étant que dixième à mi-parcours il quitte le club.
En 2011 il rejoint le VfR Aalen, le club lutte contre la relégation, Hasenhüttl réussit à maintenir le club en troisième division et obtient un contrat pour la saison suivante où il amène le club à la deuxième place et la montée en deuxième division. Après deux années à Aalen il quitte le club qui doit faire des économies pour garder une santé financière.
En octobre 2013, il rejoint le FC Ingolstadt 04, lanterne rouge de la deuxième division, en terminant la saison à la dixième place son contrat est prolongé et en 2015 il amène le club en Bundesliga en terminant premier de 2.Bundesliga.
Lors de la saison 2016-2017 il entraîne le RB Leipzig qui après la 13e journée de Bundesliga est invaincu, il subit sa première défaite lors de la 14e journée contre son ex club, Ingolstadt. Leipzig termine la saison avec un titre de vice-champion. La saison suivante il n'est que 6e et le 16 mai 2018, il annonce son départ du RB Leipzig. Il est remplacé le 9 juillet 2018 par l'ancien directeur sportif du club, Ralf Rangnick.
Le 5 décembre 2018, il signe au Southampton FC, 18e en Premier League après une série de dix matchs sans victoires, il devient le premier entraîneur autrichien à évoluer en Premier League.
Le 7 novembre 2022, le club annonce sa séparation.
En mars 2024, il devient le nouvel entraîneur du VfL Wolfsburg.

## Palmarès

### En équipe nationale
- 8 sélections et 3 buts avec l'équipe d'Autriche entre 1988 et 1994

### Avec l'Austria Vienne
- Vainqueur du Championnat d'Autriche en 1991, 1992 et 1993
- Vainqueur de la Coupe d'Autriche en 1990, 1992 et 1994

### Avec l'Austria Salzbourg
- Vainqueur du Championnat d'Autriche en 1995

## Carrière entraîneur
- 2012 : promotion en 2.Bundesliga avec VfR Aalen
- 2015 : promotion en Bundesliga avec FC Ingolstadt 04
- 2017 : Vice-champion d'Allemagne avec RB Leipzig